# Rom, Deux-Sèvres
Rom är en kommun i departementet Deux-Sèvres i regionen Nouvelle-Aquitaine i västra Frankrike. Kommunen ligger i kantonen Lezay som tillhör arrondissementet Niort. År 2022 hade Rom 798 invånare.

## Befolkningsutveckling
Antalet invånare i kommunen Rom
| Referens: INSEE |